# Gratitude
Pour les articles homonymes, voir Gratitude (psychanalyse) et Reconnaissance.

Drapeau américain avec le mot "merci", planté devant une croix dans le Cimetière Américain de Normandie.

La gratitude ou la reconnaissance, est la réponse appropriée ou attendue à l'aide d'un bienfaiteur. L'expérience de la gratitude a historiquement occupé une place centrale dans plusieurs religions. Elle a également été un sujet d'intérêt pour les philosophes antiques, du Moyen Âge, et des temps modernes, et continue d'intéresser les philosophes d'aujourd'hui. L'étude systématique de la gratitude au sein de la psychologie n'a commencé qu'autour de l'an 2000, peut-être parce que la psychologie a toujours été plus axée sur la compréhension du stress et autres émotions négatives plutôt que sur la compréhension des émotions positives. L'étude de la gratitude au sein de la psychologie a porté sur la compréhension de l'expérience à court terme d'un sentiment de gratitude, et sur les différences individuelles dans la façon dont les gens ressentent la gratitude, et la relation entre ces deux aspects,.

## La comparaison avec le sentiment d'endettement
La gratitude n'est pas le même que l'endettement. Alors que les deux émotions se produisent à la suite d'avoir été aidé par quelqu'un, l'endettement, se produit quand une personne perçoit qu'elle est dans l'obligation de repayer la personne pour son aide. Les émotions peuvent donc conduire à différentes actions ; l'endettement peut motiver le bénéficiaire de l'aide à éviter la personne qui les a aidés, alors que la gratitude peut motiver le bénéficiaire à rechercher le contact avec leur bienfaiteur et à améliorer leur relation avec eux,.

## Comme un facteur de motivation
La gratitude peut aussi servir à renforcer les futurs comportements prosociaux. Par exemple, une expérience a révélé que les clients d'un magasin de bijoux qui ont été appelés et remerciés pour leur achat ont montré une augmentation de 70 % des achats ultérieurs. En comparaison, des clients qui ont été appelés et informés de soldes en magasin n'ont montré qu'une augmentation de 30 % de leurs achats. Les clients qui n'ont pas été appelés du tout n'ont pas montré d'augmentation dans leurs achats. Dans une autre étude, les clients réguliers d'un restaurant ont donné plus de pourboire lorsque les serveurs avaient écrit "Merci" au dos de l'addition.

## Approches religieuses

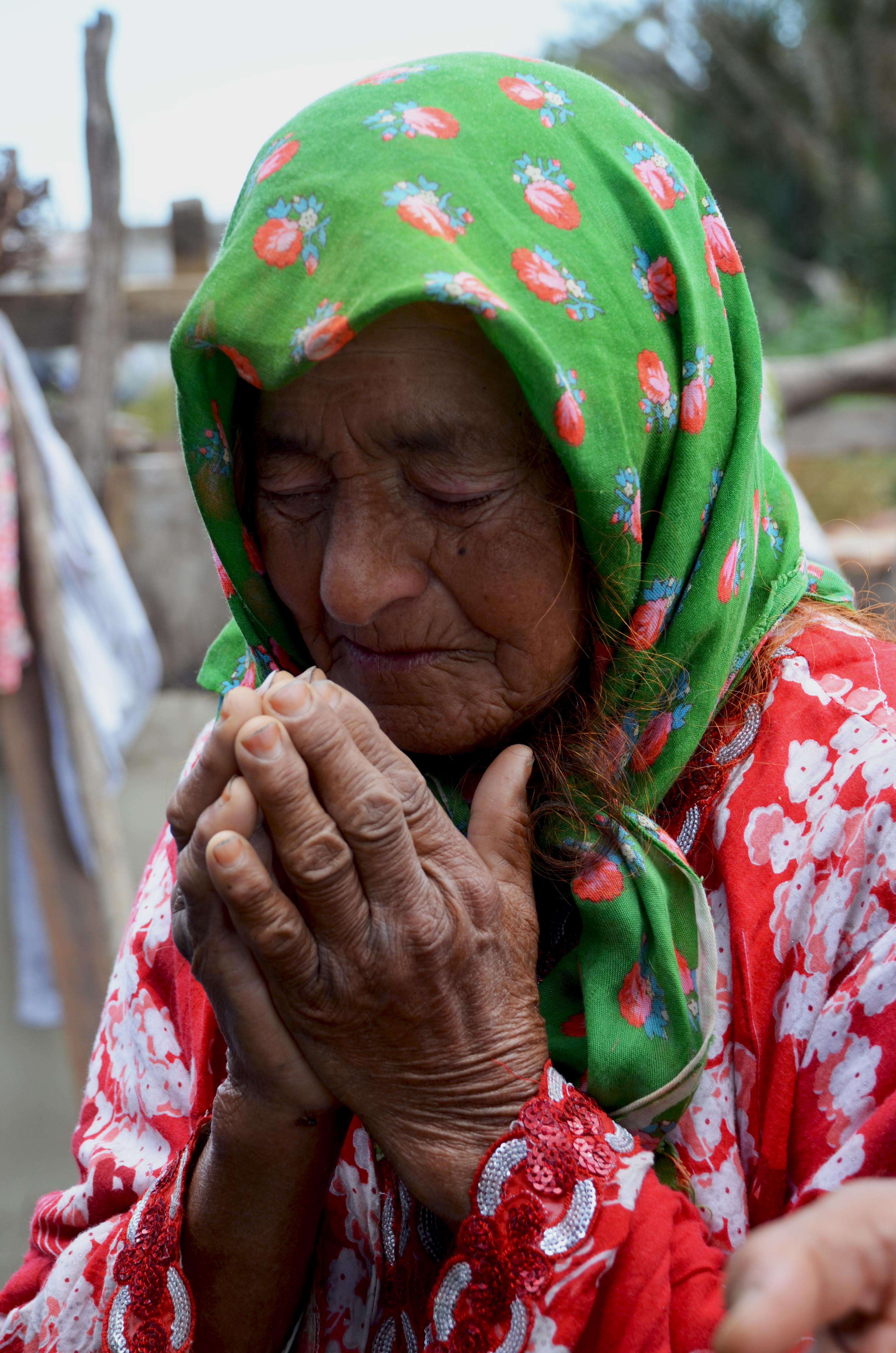
Prière de gratitude en islam (Maroc).

Le lien entre la spiritualité et la gratitude est récemment devenu un sujet d'étude populaire. Bien que ces deux caractéristiques ne soient certainement pas dépendantes l'une de l'autre, des études ont montré que la spiritualité est capable d'améliorer la capacité d'une personne à être reconnaissante et à éprouver de la gratitude. Par conséquent, ceux qui assistent régulièrement à des services religieux ou qui s'engagent dans des activités religieuses sont plus susceptibles de ressentir un plus grand sentiment de gratitude dans tous les domaines de la vie,. La gratitude est considérée comme une qualité humaine importante dans la religion chrétienne, bouddhiste, musulmane, juive, baha'i, et les traditions hindoues. Le culte de la reconnaissance envers Dieu est un thème commun dans ces religions et, par conséquent, le concept de reconnaissance imprègne les textes religieux, les enseignements et les traditions. Pour cette raison, elle est l'une des émotions que les religions essayent le plus souvent de provoquer et de maintenir, et est considérée comme un universel d'un sentiment religieux.

## Différences individuelles
La plupart des récents travaux de recherche en psychologie de la gratitude a porté sur la nature des différences individuelles dans la gratitude, et les conséquences personnelles d'être plus ou moins reconnaissant. Trois échelles ont été développées pour mesurer les différences individuelles de gratitude. Chacune évalue des conceptions un peu différentes. Le test GQ6  mesure la fréquence et l'intensité avec laquelle les gens ressentent de la gratitude. L’Échelle d'Appréciation mesure 8 aspects différents de la gratitude: la reconnaissance des personnes, des biens, le moment présent, les rituels, le sentiment de la crainte ("la crainte est une manifestation affective de l'appréciation, une réponse émotionnelle"), des comparaisons sociales, les préoccupations existentielles, et les comportements qui expriment la gratitude. Le GRAT évalue la gratitude envers d'autres personnes, la gratitude envers le monde en général, et l'absence de ressentiment pour ce que vous ne possédez pas. Une étude récente a montré que chacune de ces échelles mesure en fait la même approche de la vie, ce qui suggère que les différences individuelles dans la gratitude incluent l'ensemble de ces composants.

## Les résultats empiriques

### Association avec le bien-être
Un grand corps d'études récentes a suggéré que les personnes qui expriment le plus de gratitude ont des niveaux plus élevés de bien-être subjectif. Les gens reconnaissants sont plus heureux, moins déprimés, moins stressés et plus satisfaits de leur vie et de leurs relations sociales,,. Plus précisément, en termes de dépression, la gratitude peut servir comme un tampon, par l'amélioration de la codification et de la traçabilité des expériences positives. Les gens reconnaissants ont également des niveaux plus élevés de contrôle sur leur environnement, sur leur croissance personnelle, sur leurs objectifs dans la vie, et sur l'acceptation de soi. Les gens reconnaissants de façon plus régulière sont mieux armés pour naviguer à travers les difficultés qu'ils rencontrent dans la vie. Ils sont plus susceptibles de chercher du soutien auprès d'autres personnes, et de passer plus de temps à planifier les meilleures solutions pour traiter un problème. Les personnes qui ressentent de la gratitude sont moins susceptibles d'essayer d'éviter leurs problèmes, de nier qu'il existe un problème, de se blâmer eux-mêmes, ou de faire face à l'aide de  l'utilisation de drogues et autres substances. La gratitude aide aussi à mieux dormir, et cela semble être dû au fait qu'elle réduit les pensées négatives et renforce les pensées plus positives, juste avant d'aller dormir.
La gratitude a été reconnue comme ayant un lien important avec la santé mentale. De nombreuses études suggèrent que les gens reconnaissants sont plus susceptibles d'avoir des niveaux plus élevés de bonheur et de faibles niveaux de stress et de dépression,.
Il est vrai que de nombreuses émotions et traits de personnalité sont importants pour le bien-être, mais il existe des preuves suggérant que la gratitude peut être un des aspects les plus importants voire unique de ce bien-être. Tout d'abord, une étude longitudinale a montré que les gens qui étaient plus reconnaissants pouvaient mieux résister aux phases de transition dans leur vie. Plus particulièrement, les personnes qui exprimaient plus de gratitude avant la transition étaient moins stressées, moins déprimées et plus satisfaites de leurs relations trois mois après cette transition. Par ailleurs, deux études récentes ont suggéré que la reconnaissance peut avoir une relation unique avec le bien-être, et peut expliquer les aspects du bien-être que d'autres traits de personnalité n'expliquent pas. Deux études ont montré que la gratitude est en mesure d'expliquer le bien-être plus concrètement que le Big Five et 30 des traits de personnalité étudié le plus couramment.

## Conclusions
Plusieurs études ont montré la corrélation entre la gratitude et l'augmentation de bien-être, non seulement pour l'individu, mais pour toutes les personnes impliquées. La psychologie positive a adopté ces études et dans un effort d'augmenter le bien-être général, a commencé à en faire un pour inclure des exercices de gratitude au sein de ce mouvement. Bien que, dans le passé, la gratitude a été négligée par la psychologie, dans les dernières années, beaucoup de progrès ont été réalisés dans son étude et celle de ses effets positifs.